# Babka czarnoplamka
Babka czarnoplamka (Pomatoschistus flavescens) – gatunek ryby z rodziny babkowatych. Bez znaczenia gospodarczego.

## Występowanie
Europejskie wybrzeża Atlantyku, Morze Bałtyckie. W Polsce spotykana licznie wzdłuż zachodniej części wybrzeża.

## Cechy gatunku
Niewielkie ryby do 6 cm długości. Czarna plama po każdej stronie nasady ogona. U samców podobne plamki występują w okolicy płetw piersiowych. Żywią się drobnymi skorupiakami. Tarło odbywa się od kwietnia do lipca. Ikra ok. 1 mm jest przyklejana do roślin wodnych. Larwy pelagiczne. Dorosłe żywią się zooplanktonem.

## Ochrona
W Polsce objęta częściową ochroną gatunkową.